# 外层空间

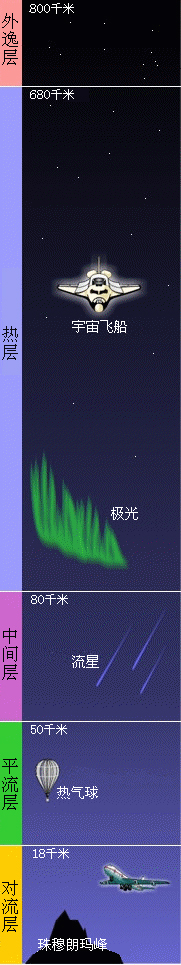
地球的大氣層與外太空的分界一般定在海拔100 公里（62 英里）的卡門線上。散逸層在690公里(430英里)以上。

，指的是地球大氣層及其他天體之外的虛空區域。
與真空有所不同的是，外太空含有密度很低的物質，以等離子態的氫為主。其中還有電磁輻射、磁場等。理論上，外層空間可能還包含暗物質和暗能量。
外太空與地球大气层並沒有明確的界線，因為大氣隨著海拔增加而逐漸變薄。假設大氣層温度固定，大氣壓會由海平面的大約1013毫巴，隨著高度增加而呈指數化減少至零為止。
国际航空联合会定義在100公里的高度為卡門線，為現行大氣層和太空的界線定義。美國認定到達海拔80公里的人為太空人，在太空船重返地球的過程中，120公里是空氣阻力開始發生作用的界線。

## 環境
環境:太空的空氣稀薄，幾乎真空，而且能清晰看見地面上所看不見的星星，因此，美國太空總署放置了哈伯望遠鏡用以觀察宇宙。

## 太空相對於軌道
若要執行一個軌道，太空船必須飛得比在次軌道飛行器更快。太空航具必須要有足夠的水平速度才能進入軌道，也就是重力加諸於太空航具的加速度必須小於或等於由水平運動產生的向心加速度（參見圓周運動）。因此進入軌道的太空航具不只是進入太空，還必須要有足夠的軌道速度（角速度）。對低地球軌道，這大約是7,900米/秒（28,440公里/小時）；相對之下，最快的飛機（不包括載人的太空航具）是美國空軍的X-15在1967年創造的，它的速度只有2,200米/秒（7,920公里/小時）。
康斯坦丁·齐奥尔科夫斯基最早意識到，無論使用何種化學燃料，多級火箭都是必不可少的。能夠在地球的重力場中獲得自由，並且進入行星際空間的逃逸速度大約是28,800公里/小時（8公里/秒），進入低地球軌道的速度所需要的能量（32 MJ/kg）大約攀爬到相同高度所需要能量（10 kJ/(km·kg)）的20倍。
次軌道飛行和軌道飛行有著主要的不同，環繞地球的穩定軌道（也就是不受大氣阻力的影響），最低的高度是海拔350公里（220英里），一般常見的誤解是單純的認為軌道只要在這個高度就是達到太空的邊界。理論上說，在任何的高度都可以獲得需要的軌道速度，只是大氣拖曳排除了高度太低的軌道。只要有足夠的速度，飛機也可以進入軌道，但是在目前，這個速度數倍於目前的技術可以達到的合理速度。
另一個常見的誤解是軌道上的人在地球的引力之外，因為他們是「漂浮著」。他們會漂浮是因為他們是自由落體：他們伴隨著太空船一起加速落向地球，但同時他們也以夠快的速度離去直線的路徑，讓他們在地球的表面上保持恆定的距離。地球的引力遠遠超過范艾倫帶，並且使月球保持在距離地球平均384,403公里（238,857英里）的軌道上。

## 分類
太空不是完美的真空：不同的區域由不同的大氣圈和“風”所定義，並且主導著那些區域，並且風會向外擴展超越原本定義的區域。地球空間從地球的大氣層向外擴展到地球的磁層，使它與太陽風的行星際空間有所區隔。行星際空間延伸到了太陽圈，這是太陽風和星際介質的風交會的地方。星際空間繼續延伸到銀河系的邊緣，然後逐漸隱沒至星系間的空洞。

### 地球空間

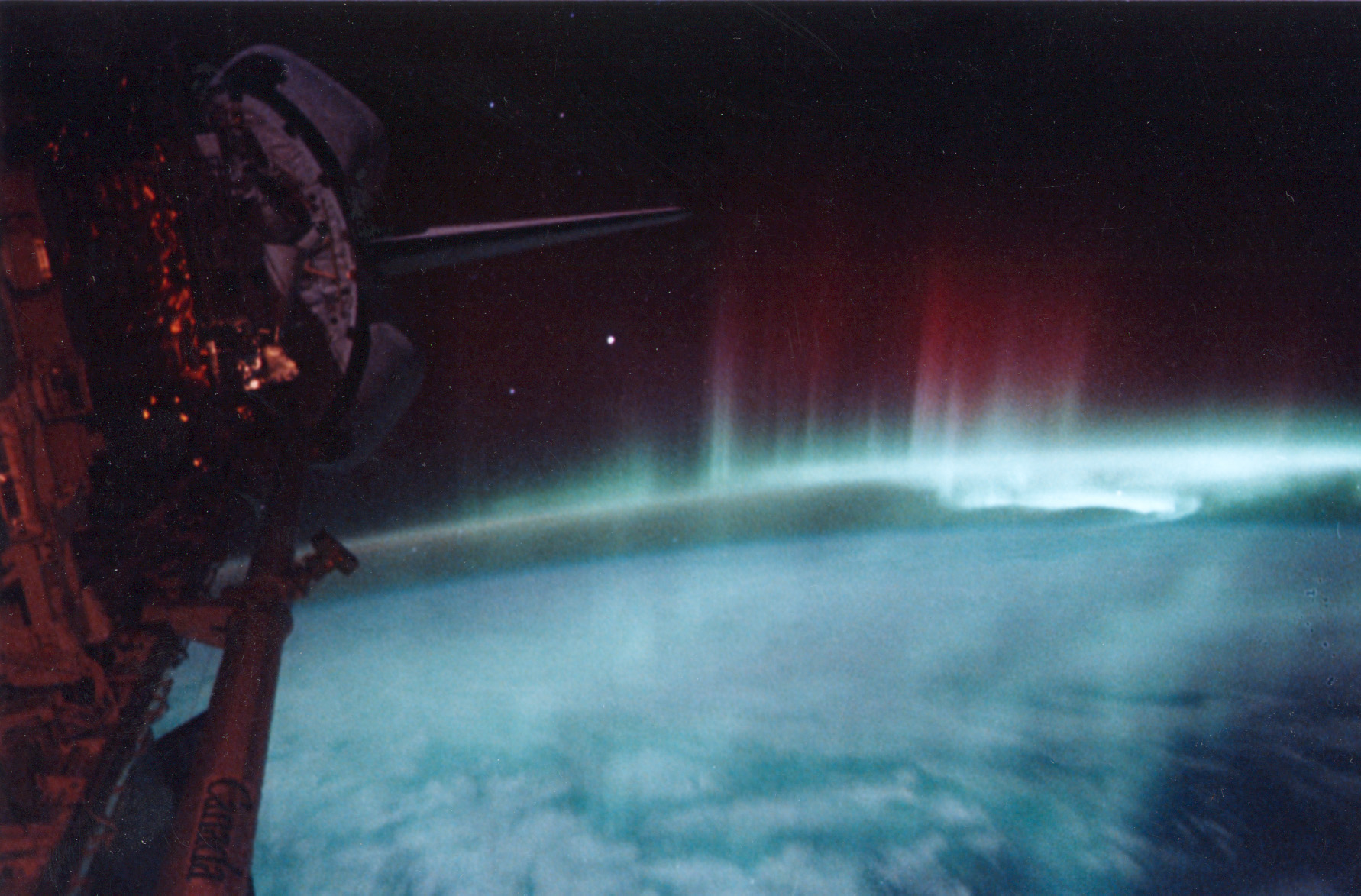
發現號在1991年5月的STS-39航次中觀察到的極光，當時的軌道高度為260公里。

地球空間是鄰近地球的外太空區域。地球空間地方包括大氣層上層的區域，像是電離層和磁層，范艾倫輻射帶也在地球空間內。在地球的大氣層和月球之間的地區有時也稱為「地月空間」。
雖然它滿足外太空的定義，但在卡門線之上數百公里空間內的大氣密度依然可以對衛星造成足夠的阻力。許多人造衛星都在這個稱為低地球軌道的區域內運作，並且每隔幾天就需要啟動它們的引擎來維持軌道。此處的阻力雖然很低，但在理論上仍足以超越太陽帆所受到的輻射壓力，而這是行星際旅行所建議的一種推進系統。
充塞在地球空間內的帶電粒子密度非常低，他們的運動受到地球磁場的控制。這些由電漿形成的物質會受到太陽風暴的擾動，在太陽風的驅動下形成流向地球上層大氣層的電流。
當磁暴發生在地球空間的兩個地區，輻射帶和電離層，會造成強烈的擾動。這些風暴造成的高能電子流量增加，能夠對衛星上的電路造成永久性的損害。擾亂電信和GPS技術，並且即使在低地球軌道的太空人也會受到危害。它們也會在地球的磁極附近創造出極光。
地球空間還包含許多之前發射的載人或不載人太空船遺留下的殘骸，會對後續的太空船造成潛在的危害。有些碎片在經過一段時間後會重返地球的大氣層內。
缺乏空氣的地球空間（和月球表面）是天文學家觀察所有電磁頻譜的理想場所，由哈伯太空望遠鏡傳送回來的精彩圖片可見一斑，允許來自137億年前的光－幾乎就是大爆炸的時期－被觀測到。
地球空間的上層邊界是磁層和太陽風交界的介面，內側的邊界是電離層。或者說，地球空間是地球大氣層上層和地球磁場抵達的最外側之間的外太空。

### 行星際空間
行星際空間是太陽系內圍繞著太陽和行星的空間，這個區域由行星際介質主導，向外一直延伸到太陽圈，在那兒銀河系的環境開始影響到伴隨著太陽磁場的粒子流量，並且超越太陽磁場成為主導。行星際空間由太陽風來定義，來自太陽連綿不絕的帶電粒子創造了稀薄的大氣圈（稱為太陽圈），深入太空中數十億英里。風中的質點密度為5-10 質子/cm3，並且以 350-400km/s的速度在移動。太陽圈的距離和強度與太陽風活動的程度息息相關。自1995年起發現系外行星的意義為其它的恆星也有能力擁有自己的行星際介質。
行星際空間的體積內幾乎是純粹的真空，在地球軌道附近的平均自由半徑大約是1天文單位。但是，這個空間並非完全的真空，到處都充滿著稀疏的宇宙線，包括電離的原子核和各種的次原子粒子。這兒也有氣體、電漿和塵粒、小流星體和到目前為止已經被微波光譜儀發現的數十種不同有機分子。
行星際空間包含太陽生成的磁場，也有行星生成的磁場，像是木星、土星和地球自身的磁場。它們的形狀都受到太陽風的影響，而類似淚滴的形狀，有著長長的磁尾伸展在行星的後方。這些磁場可以捕獲來自太陽風和其它來源的粒子，創造出如同范艾倫帶的磁性粒子帶。沒有磁場的行星，像是火星和水星，但是金星除外，它們的大氣層都逐漸受到太陽風的侵蝕。

### 恆星際空間
星際空間是在星系內未被恆星或它們的行星系佔據的空間。星際介質－依照定義－存在於星際空間。

### 星系際空間
星系際空間是有物質的空間和星系之間的空間，星系際空間非常接近完全的真空，但通常仍會有自由的塵埃和碎片。在星系團之間，稱為空洞的空間，則幾乎是完全的真空。有些理論認為每立方米一顆氫原子的密度相當於宇宙的平均密度。但是，宇宙的密度很顯然是不均勻的；它的密度從在星系內非常高（包括在星系內有著高密度的結構，像是行星、恆星、和黑洞等）到在廣大的空洞內非常低，遠低於宇宙平均值的密度。
圍繞和延伸在星系之間，有著稀薄的電漿，它們被認為具有宇宙纖維狀結構，這是比宇宙的平均密度略為密集的區域。這些物質被稱為星系際介質（IGM），並且通常是被電離的氫；也就是包還等量的電子和質子的電漿。IGM的密度被認為是宇宙平均密度的10至100倍（每立方公尺擁有10至100顆氫原子）。在富星系團內的密度高達平均密度的1000倍。
星系際介質被認為主要是電離氣體的原因是以地球的標準來看，它的溫度被認為是相當高的（雖然有些地區以天文物理的標準來看只是溫暖）。當氣體由空洞進入星系際介質，它被加熱至105K到 107K，這是足夠讓氫原子在碰撞時被撞出的電子成為自由電子，像這種溫度的星系際介質被稱為溫熱星系際介質（WHIM）。電腦的模擬顯示，在宇宙中約有一半的原子物質可能存在於這種溫熱、稀薄的狀態。當氣體從溫熱星系際介質的纖維狀結構進入星系團的宇宙斯狀結構的界面時，它的溫度會升得更高，溫度可以達到108K或更高。

## 相关内容
- 航空
- 航天
- 天文學
- 宇宙論
- 地球在宇宙中的位置
- 行星際網路
- 散逸层
- 卡門線
- 外太空條約
- 私人太空航行
- 太陽風
- 太空署
- 太空和生存
- 太空殖民
- 太空探測
- 太空科學
- 太空站
- 太空科技
- 太空航行
- 星際和星系際物質知識年表
- 太陽系探測年表
- 太空飛行年表

## 外部連結
- Intergalactic Space（页面存档备份，存于）, Natural History, Feb 1998
- Profits set to soar in outer space（页面存档备份，存于）
- Newscientist Space（页面存档备份，存于）
- X PRIZE Foundation（页面存档备份，存于）